# Década de 30
Séculos: (Século I a.C. - Século I - Século II)
Décadas: 10 a.C. 0 a.C. 0 10 20 30 40 50 60 70 80
Anos: 30 31 32 33 34 35 36 37 38 39

## Mortes
- - Jesus Cristo, figura central do Cristianismo. Não há consenso entre as diversas fontes, sobre qual o ano exacto. No entanto, algumas das fontes localizam a morte de Jesus  entre os anos de 30 a 33. [1] (m. 7 a.C. a 2 a.C.).